# Feistritz an der Gail
Feistritz an der Gail (słoweń. Bistrica na Zilji) – gmina w Austrii, w kraju związkowym Karyntia, w powiecie Villach-Land. Liczy 619 mieszkańców (1 stycznia 2015).